# Anhaltelager Messendorf
Das Anhaltelager Messendorf (auch Notarrest Messendorf) war ein Anhaltelager des Austrofaschismus in Messendorf in der Steiermark.

## Beschreibung
Im Februar 1934 wurde die Zwangsarbeiteranstalt der Steiermärkischen Landesirrenanstalt Feldhof, die im Schloss Messendorf untergebracht war, in ein Anhaltelager umgewandelt. Das Lager war nur für kurzzeitige Aufenthalte für bis zu 500 Personen gedacht, bei längeren Haftstrafen diente das Lager nur als Zwischenstation ins Anhaltelager Wöllersdorf.
Am Morgen des 26. Juli 1934 griffen SA-Gruppen aus Graz das Lager an, um gemeinsam mit den befreiten Anhaltehäftlingen im Rahmen des Juliputsches weiter nach Graz vorzustoßen. Jedoch konnte die Bewachungsmannschaft die Angreifer rasch vertreiben, sodass der Plan scheiterte.

„Ganz Europa kennt die Schande von Oranienburg und Dachau; Messendorf und die Karlau unterscheiden sich in nichts von den berüchtigten Konzentrationslagern des Dritten Reiches.“

Das Anhaltelager wurde Ende Dezember 1935 aufgelöst und wieder Teil der Irrenanstalt Feldhof.
Am 21. Dezember 2022 wurde im Beisein von Vertretern des öffentlichen Lebens wie Landeshauptmann Christopher Drexler, Landesrätin Doris Kampus und Landesarchiv-Direktor Gernot Obersteiner eine Gedenktafel zum Gedenken an jene Menschen, die in Schloss Messendorf während Monarchie, Erster Republik, oder „Ständestaat“-Diktatur Unrecht und Gewalt erlitten haben, sowie an jene, die im Nationalsozialismus Medizinverbrechen zum Opfer fielen enthüllt.